# Beatriz Moncó Rebollo
Beatriz Moncó (1955 - 3 de diciembre de 2023) fue una antropóloga española especializada en Antropología del Género y Antropología de la Historia. Fue catedrática en la Universidad Complutense de Madrid, formó parte de varios consejos institucionales y fue autora de numerosos artículos y libros académicos, así como novelas históricas. Interesada en la concienciación social, publicó varios cuentos infantiles sobre cuestiones de género y perteneció al Consejo del Instituto de Investigaciones Feministas de la Universidad Complutense de Madrid.

## Carrera Académica
Moncó se licenció en 1980 en Sociología en la Universidad Complutense de Madrid y cinco años después se doctoró en Antropología Social en la misma universidad, bajo la dirección de la Dra. María Cátedra Tomás. Ejerció su actividad académica en el Departamento de Antropología de la Universidad Complutense de Madrid, hasta su jubilación en septiembre de 2022. 
Fue secretaria académica del Departamento de Antropología Social de la Facultad de Ciencias Políticas y Sociología de la UCM (1992-1998), a cuyo término pasó a ser vocal del Comité Interno de Evaluación de la Titulación de Licenciado en Antropología Social y Cultural (1998-1999). Fue docente en la Universidad de California (Madrid) desde el año 1998 al 2002 y desde el 2005 al año 2009. Paralelamente, ostentó el cargo de secretaria de la Revista de Antropología Social y miembro de su Consejo de Redacción desde 1992 a 2001. En 2011 fue miembro de la Comisión de realización del Plan de Igualdad de la Universidad Complutense y en 2013 coordinó el Máster Universitario en Estudios Feministas.

## Publicaciones

### Libros[2]
- Beatriz Moncó Rebollo. Relación de la entrada de algunos padres de la Compañía de Jesús en la China y particulares sucesos que tuvieron y de cosas muy notables que vieron en el mismo reino. IEHSMJG, 2011
- Beatriz Moncó Rebollo. Antropología del Género. Síntesis Madrid, 2011
- Beatriz Moncó Rebollo. Viaje de la China del Padre Adriano de las Cortes. Alianza Universidad, 1991
- Beatriz Moncó Rebollo. Mujer y demonio: una pareja barroca. Instituto de Sociología Aplicada de Madrid, 1989

### Publicaciones de difusión (material escolar)[3]
- Beatriz Moncó Rebollo. Clara y la ciudadanía Ed Bellaterra. Barcelona, 2009
- Beatriz Moncó Rebollo. Los hombres no pegan. Ed. Bellaterra. Barcelona, 2005
- Beatriz Moncó Rebollo. Mercedes quiere ser bombera. Ed. Bellaterra. Barcelona, 2004